# 31727 Amandalewis
31727 Amandalewis este o planetă minoră (asteroid), cu un diametru de 2,723 km, din centura de asteroizi. A fost descoperită pe 12 mai 1999 la Experimental Test Site⁠(d) de Lincoln Near-Earth Asteroid Research. 
Obiectul prezintă o orbită caracterizată de o semiaxă mare de 2,5923379 UAi, o excentricitate de 0,05, o înclinație de 3,85046 ° în raport cu ecliptica.